# Bahnradsport-Weltmeisterschaften 1965
Die Bahnradsport-Weltmeisterschaften 1965 fanden vom 6. bis 12. September 1965 auf der Radrennbahn von Anoeta bei San Sebastian statt. Es war die erste Bahn-WM, die in Spanien stattfand.
Die Rennen auf der offenen Radrennbahn mussten wegen Dauerregens so oft verschoben werden, dass schon überlegt wurde, die Wettbewerbe ganz abzusagen, um sie im November in einer Hallenbahn auszutragen. Doch dank eines ursprünglich vorgesehenen Ruhetages gelang es schließlich doch, die Rennen planmäßig zu Ende zu führen.
Die deutsche Delegation beklagte ihre Unterbringung: von Ungeziefer bis zum Einsturz von Zimmerdecken war die Rede. Die Journalisten des Radsports mussten sich Gummistiefel kaufen, da das Innere der Bahn einer Schlammwüste glich. Zum wirklichen Ärger trug allerdings bei, dass die Telefonleitungen „nach Europa“ öfter zusammenbrachen.
Am letzten Tag der Wettkämpfe, die ansonsten nur mäßig besucht waren, war neben 7000 Zuschauern auch General Franco im Stadion anwesend. Die Gastgeber errangen zwei Titel: Guillermo Timoner wurde zum sechsten Mal Weltmeister der Profi-Steher, sein Landsmann Miguel Mas siegte bei den Amateuren. Nach einem Lauf im Sprint der Profis zwischen dem Belgier Patrick Sercu und dem Italiener Antonio Maspes kam es zu unschönen Szenen: Maspes war während des Rennens gestürzt, seine Anhänger gaben dafür Sercu die Schuld und griffen ihn tätlich sowie verbal an. Als Sercu sich zur Wehr setzen wollte, gingen Ordner dazwischen. Der Radsport schrieb peinlich berührt: „Daß die unschöne Szene sich vor den Augen General Francos abspielte, sei der Ordnung halber noch erwähnt.“

## Resultate

### Frauen
| Disziplin                | Platz | Land                            | Athlet             |
| ------------------------ | ----- | ------------------------------- | ------------------ |
| Sprint                   | 1     | Sowjetunion                     | Walentina Sawina   |
|                          | 2     | Sowjetunion                     | Galina Jermolajewa |
|                          | 3     | Deutsche Demokratische Republik | Karin Stüwe        |
| Einerverfolgung (3000 m) | 1     | Belgien                         | Yvonne Reynders    |
|                          | 2     | Deutsche Demokratische Republik | Hannelore Mattig   |
|                          | 3     | Sowjetunion                     | Aino Puronen       |

### Männer (Profis)
| Disziplin                | Platz | Land           | Athlet                            |
| ------------------------ | ----- | -------------- | --------------------------------- |
| Sprint                   | 1     | Italien        | Giuseppe Beghetto                 |
|                          | 2     | Belgien        | Patrick Sercu                     |
|                          | 3     | Australien     | Ron Baensch                       |
| Einerverfolgung (5000 m) | 1     | Italien        | Leandro Faggin                    |
|                          | 2     | Belgien        | Ferdi Bracke                      |
|                          | 3     | BR Deutschland | Dieter Kemper                     |
| Steherrennen (100 km)    | 1     | Spanien        | Guillermo Timoner/August Meuleman |
|                          | 2     | Belgien        | Romain De Loof/Hugo Lorenzetti    |
|                          | 3     | Niederlande    | Jacob Oudkerk/Norbert Koch        |

### Männer (Amateure)
| Disziplin                      | Platz | Land             | Athlet                                                                       |
| ------------------------------ | ----- | ---------------- | ---------------------------------------------------------------------------- |
| Sprint                         | 1     | Sowjetunion      | Omar Pchakadse                                                               |
|                                | 2     | Italien          | Giordano Turrini                                                             |
|                                | 3     | Frankreich       | Daniel Morelon                                                               |
| Einerverfolgung (4000 m)       | 1     | Niederlande      | Tiemen Groen                                                                 |
|                                | 2     | Sowjetunion      | Stanislaw Moskwin                                                            |
|                                | 3     | Dänemark         | Preben Isaksson                                                              |
| Mannschaftsverfolgung (4000 m) | 1     | Sowjetunion      | Stanislaw Moskwin/Sergei Tereschtschenkow/ Michail Koljuschew/Leonid Wukolow |
|                                | 2     | Italien          | Cipriano Chemello/Cencio Mantovani/ Aroldo Spadoni/Luigi Roncaglia           |
|                                | 3     | Tschechoslowakei | Jiří Daler/Milan Puzrla/ František Řezáč/Miloš Jelínek                       |
| Steherrennen (1 Stunde)        | 1     | Spanien          | Miguel Mas/Laval                                                             |
|                                | 2     | Belgien          | Etienne Van der Vieren/August Meuleman                                       |
|                                | 3     | Frankreich       | Alain Maréchal/Hugo Lorenzetti                                               |